# Air Alps
Air Alps – nieistniejąca austriacka linia lotnicza z siedzibą w Innsbrucku. Głównym węzłem linii był port lotniczy Rzym-Fiumicino.

## Historia
Air Alps powstały w 1998, początkowo pod nazwą KLM Alps, a rok później - 28 marca 1999 rozpoczęły działalność. Z początku linie posiadały dwa samoloty typu Dornier Do 328, które obsługiwały trasy z Innsbrucku i Salzburga do Amsterdamu. W 2000 Air Alps zakupiły trzy kolejne maszyny Dornier Do 328.
W 2001 grupa włoskich inwestorów wykupiła ponad 86% udziałów spółki, zmieniono też nazwę na Air Alps. Linie podpisały porozumienia codeshare z takimi przewoźnikami jak Lufthansa Swiss, KLM i Northwest. Po czterech latach, w 2005 zarząd postanowił skupić się na rynku włoskim, z pomocą swojego partnera – włoskich linii Alitalia. Zredukowano też liczbę samolotów z dziewięciu do pięciu.
W 2010 austriackie linie Welcome Air wykupiły 76% udziałów w Air Alps, w związku z czym powstał holding Welcome Aviation Group, który poza dwoma liniami zarządza również spółką Tyrol Air Ambulance.
28 lutego 2014 linia zawiesiła prowadzenie działalności operacyjnej.

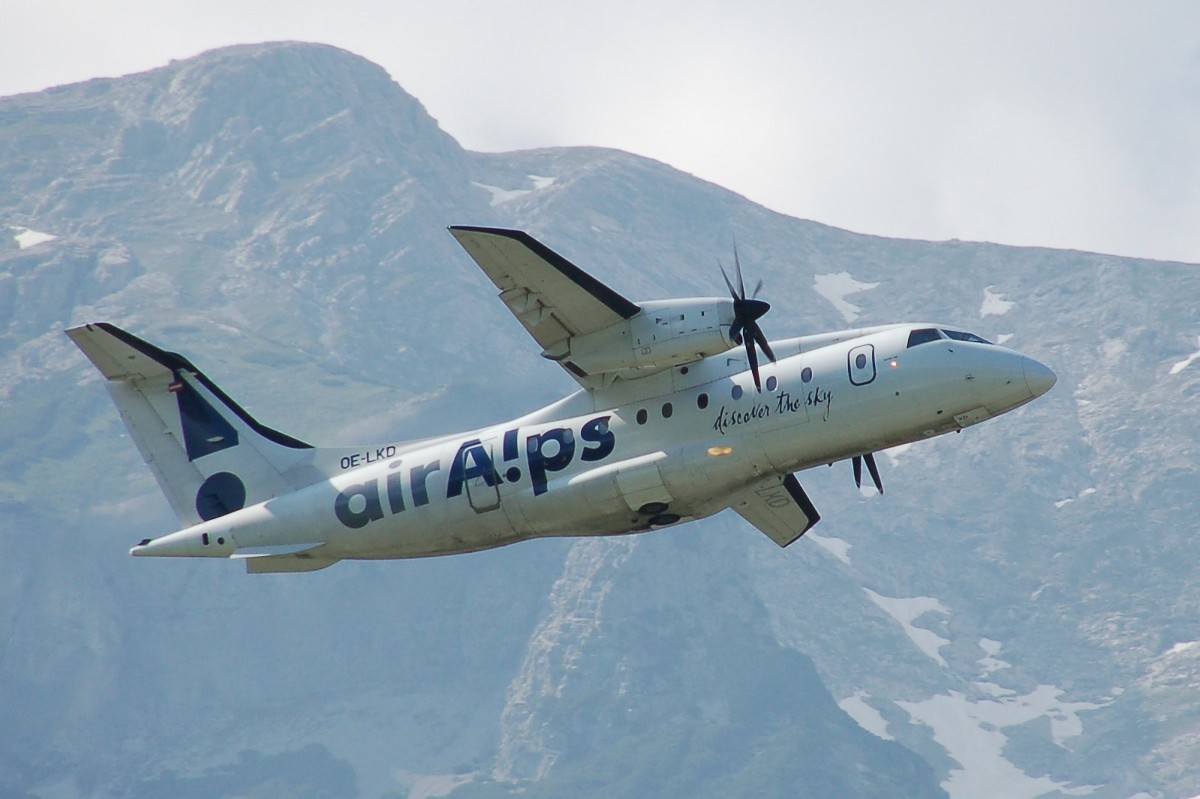
Dornier Do 328 nad Innsbruckiem

## Flota
W skład floty Air Alps wchodziły następujące samoloty:
| Samolot        | Samolot  | Okres dostawy | Okres wycofania | Uwagi |
| Model          | Wycofane | Okres dostawy | Okres wycofania | Uwagi |
| -------------- | -------- | ------------- | --------------- | ----- |
| Dornier Do 328 | 11       | 1999-2004     | 2004-2014       |       |
| Łącznie        | 11       |               |                 |       |